# Norman Parke
Norman Parke (ur. 22 grudnia 1986 w Bushmills) – północnoirlandzki zawodnik MMA. Były mistrz brytyjskiej organizacji Cage Contender w wadze lekkiej. Zwycięzca The Ultimate Fighter: The Smashes. W latach 2019-2020 tymczasowy mistrz KSW w wadze lekkiej. Walczył także dla: UFC, ACB, BAMMA, Fame MMA, EFM Show czy Prime Show MMA.

## Przeszłość sportowa
Parke rozpoczął treningi judo w wieku 16 lat. W latach 2009–2010 i 2011-2012 był mistrzem kraju w judo i zapasach w stylu wolnym. Później, po rozpoczęciu treningów bokserskich w wieku 20 lat przeszedł do mieszanych sztuk walki.

## Kariera MMA

### Wczesna kariera
W marcu 2006 roku postawił pierwszy krok na zawodowej scenie MMA, przegrywając w debiucie przez poddanie w 1. rundzie.
Kolejne dziesięć pojedynków wygrał – dziewięciu rywali zmusił do poddania, a jednego pokonał przez techniczny nokaut. W roku 2010 seria zwycięstw Irlandczyka została przerwana przez Josepha Duffy’ego, jednak Norman szybko powrócił na drogę zwycięstw.

### Cage Contender
Jeszcze w tym samym roku pokonał kolejnych czterech rywali i stanął przed szansą walki o mistrzowski pas organizacji Cage Contender. Starcie o tytuł stało się pierwszym zakończonym decyzją sędziowską. Ostatecznie jednak Parke wyszedł z niego zwycięsko i pas mistrzowski zawisł na jego biodrach.

### The Ulimate Fighteri UFC
Później Stormin zawalczył i wygrał jeszcze raz, po czym trafił do programu The Ultimate Fighter. Tam zwyciężył wszystkie starcia i w finale, który odbył się podczas gali UFC on FX 6, również został triumfatorem. Od roku 2012 do roku 2016 walczył z powodzeniem dla amerykańskiego giganta. Łącznie w oktagonie UFC stoczył dziewięć walk, z których pięć wygrał, trzy przegrał i jedną zremisował z Leonardo Santosem. Po ostatniej porażce w UFC z Rustamem Chabiłowem, Irlandczyk musiał rozstać się z organizacją, jednak jeszcze w tym samym roku zawalczył dla rosyjskiej federacji ACB (aktualnie ACA) i dopisał do swojego rekordu kolejne zwycięstwo.
24 lutego 2017 powrócił do Wielkiej Brytanii, gdzie pokonał decyzją większościową Paula Redmonda. W stawce pojedynku był pas mistrzowski brytyjskiej organizacji BAMMA, jednak Parke nie wykonał limitu kategorii lekkiej, w związku z tym, pas mógł zdobyć tylko przeciwnik.

### KSW i Brave Combat Federation
W maju 2017 zadebiutował dla KSW, podczas gali KSW 39 odbywającej się na Stadionie PGE Narodowym w Warszawie, przegrał równą walkę o pas mistrzowski z Mateuszem Gamrotem decyzją jednogłośną. Pojedynek w Warszawie był na tyle wyrównany, że na kolejnej gali doszło do rewanżu. Tym razem walka w Dublinie, zakończyła się w drugiej rundzie przez przypadkowe faule Gamrota w oczy Parke'a, oraz jej wynik został uznany za no contest.
Trzy wydarzenia później, Norman pokonał polskiego weterana – Łukasza Chlewickiego, decyzją sędziowską.  Następnie zawalczył poza polską organizacją dla Brave Combat Federation, pokonując zawodnika z Irlandii – Mylesa Price.
23 marca 2019 na KSW 47 podjął byłego mistrza KSW w wadze półśredniej – Borysa Mańkowskiego, wygrywając z Polakiem na punkty. W dwóch kolejnych walkach również pokonał jednogłośnie byłych mistrzów, tym razem kategorii piórkowej m.in. Artura Sowińskiego oraz Marcina Wrzoska. Dzięki wygranej z tym drugim zdobył tymczasowe mistrzostwo w kategorii lekkiej.
11 lipca 2020 na KSW 53 doszło do trylogii z Mateuszem Gamrotem. Pojedynek w trzeciej rundzie zwyciężył przez TKO Gamrot, gdyż Parke był tak naruszony, że lekarz nie dopuścił go do kontynuowania pojedynku. Trzecie starcie miało toczyć się o inauguracyjny pas, który posiadał Gamrot, jednak Irlandczyk ponownie nie wykonał wagi i walka nie toczyła się o tytuł. Tymczasowy pas mistrzowski został także Parke'owi odebrany przez jednego z właścicieli – Macieja Kawulskiego.

### Fame MMA i Prime Show MMA
24 stycznia 2022 federacja typu freak fight, Fame MMA ogłosiła, że Co-Main Eventem gali Fame 13, która odbędzie się 26 marca 2022 w Arenie Gliwice, będzie pojedynek pomiędzy Normanem „Storminem" Parke oraz znanym polskim raperem, Pawłem „Popkiem" Mikołajuwem. Walka zaplanowana była na 3 rundy po 3 minuty w kategorii otwartej (open). Starcie zakończyło się już po 37 sekundach przez TKO, po tym jak raper doznał kontuzji ręki w pierwszej rundzie.
27 maja 2022 konkurencyjna organizacja Prime Show MMA za pośrednictwem mediów społecznościowych ogłosiła, że „Stormin" zawalczy 9 lipca 2022 na gali Prime 2: Kosmos, dodatkowo ta federacja wspomniała o tym, że Irlandczyk z Północy popisał kontrakt na kilka walk. Jakiś czas później, Prime Show MMA, przedstawiło walkę wieczoru gali w Gdyni, podczas której Parke zmierzył się z byłym mistrzem TFL w wadze lekkiej – Grzegorzem Szulakowskim. Walkę zwyciężył po trzech rundach jednogłośnie na punkty.
13 lipca 2022 Fame MMA w specjalnym oświadczeniu rozwiązało kontrakt z Parke, ze względu na złamanie zapisów zawartych w kontrakcie. Według organizacji zawodnik z Irlandii Północnej został wypożyczony do konkurencyjnej federacji na jedną walkę z konkretnym przeciwnikiem - Pawłem Tyburskim (lub Piotrem Tyburskim w przypadku, gdyby Paweł nie byłby zdolny do walki). Pomimo zawarcia umowy uwzględniającej powyższe warunki, zawodnik podpisał kontrakt na kilka walk z Prime Show MMA, naruszając warunku umowy z Fame MMA oraz stoczył walkę z innym przeciwnikiem.
8 listopada 2022 organizacja Prime Show MMA, ogłosiła pojedynek Parke'a z Adamem Oknińskim, który miał odbyć się 26 listopada w Netto Arenie w Szczecinie. Na 2 dni przed walką nieoczekiwanie Parke wycofał się z walki, z powodu nieporozumień kontraktowych dotyczących limitu wagowego, w którym miał odbyć się pojedynek. Organizacja w mediach społecznościowych odniosła się do sprawy jego odwołanego pojedynku oraz zapowiedziała wyciągnięcie konsekwencji z powodu zachowania Irlandczyka.

### Hexagone MMA i powrót do Fame MMA
11 marca 2023 na francuskiej gali Hexagone MMA 7, która odbyła się w mieście Poitiers, stoczył walkę z Brazylijczykiem, Juniorem Orgulho. Wygrał przez jednogłośną decyzję sędziowską.
10 lutego 2024 podczas jubileuszowej gali Fame 20: The Celebration & The Tournament, która odbyła się w krakowskiej Tauron Arenie, rękawice skrzyżował z Michałem Pasternakiem. Zwyciężył ponownie jednogłośnie na punkty.

### GFL
Na początku stycznia 2025 roku, podpisał kontrakt z nowo powstałą organizacją Global Fight League. W następnym miesiącu Parke za pomocą mediów społecznościowych poinformował kibiców, że pierwszą walkę dla nowego pracodawcy stoczy w Stanach Zjednoczonych i będzie walczył w wadze półśredniej.

## Walki w boksie, kick-boxingu i na zasadach niestandardowych

### Fame MMA i EFM Show
28 lutego 2021 został zapowiedziany jako nowy nabytek polskiej, freak fightowej federacji – Fame MMA oraz został ogłoszony jego bokserski pojedynek z Kasjuszem „Don Kasjo" Życińskim na galę Fame 10. Stawką pojedynku była jednokilogramowa sztabka złota oraz "Pas Króla" należący wówczas do Życińskiego. Parke wygrał walkę przez jednogłośną decyzję sędziów.
11 września 2021 na gali EFM Show 2 miał pierwotnie stoczyć pojedynek z doświadczonym Bułgarem, Vladislavem Kanchevem (11-6-2), jednak nie doszło do tego zestawienia. Nowym rywalem Irlandczyka z Północy w walce bokserski został były mistrz KSW w wadze lekkiej, Maciej Jewtuszko. Pojedynek zwyciężył po większościowej decyzji Parke.
15 sierpnia 2021 roku na pierwszej konferencji prasowej przed Fame 11, walka Parke została ogłoszona jako Main Event tej gali. Przeciwnikiem „Stormina" został były rywal z KSW, Borys Mańkowski. Starcie odbyło się tym razem na zasadach boksu w rękawicach do MMA, z jedną 15 minutową rundą. „Stormin" przegrał walkę przez jednogłośną decyzję sędziów.
31 marca 2022 Fame MMA za pomocą mediów społecznościowych ogłosiło, że 14 maja na gali Fame 14 zawalczy popularny „Stormin", który zmierzy się z byłym hokeistą, a obecnie trenerem personalnym, Piotrem „Szelim" Szeligą. Starcie miało zasady niestandardowe, gdyż pierwsza runda odbyła się w boksie, a dwie następne w MMA, dodatkowo zawodnicy zawalczyli w małym ringu tzw. klatce rzymskiej (3 metry na 3 metry). Parke walkę zwyciężył przez TKO w drugiej rundzie, ubijając w parterze „Szeliego".
9 grudnia 2023 w powrocie do federacji Fame MMA zawalczył z pięściarzem Maciejem Sulęckim w ramach gali Fame: Reborn. Pojedynek odbył się na specjalnych zasadach, m.in. co rundę, których zaplanowano aż 5 była zmiana formuły walki na przemian, pomiędzy boksem oraz K-1. Dodatkowo zawodnicy założyli rękawice do MMA. Parke po pięciorundowej batalii zwyciężył niejednogłośną decyzją sędziów, którzy punktowali 48-47, 49-46 i 48-47 na jego korzyść.
31 sierpnia 2024 podczas wydarzenia Fame 22: Ultimate, które odbyła się na warszawskim stadionie PGE Narodowym, stoczył walkę z freak fighterem, Pawłem Tyburskim. Starcie miało niestandardowe zasady, gdyż każda z trzech rund toczyła się w innej formule, kolejno: boks, K-1 oraz MMA. Pierwotnym rywalem Parke'a miał zostać dużo cięższy Patryk Masiak, jednak ten doznał kontuzji, która wykluczyła go z walki na innych zasadach (15-minutowa runda w boksie w rękawicach do MMA). Nowego rywala Parke'a wybrali widzowie, którzy zagłosowali w ankiecie stworzonej przez Fame MMA. Parke zwyciężył pojedynek jednogłośną decyzją sędziowską.
7 grudnia 2024 na gali Fame 23 zawalczył po raz drugi w klatce rzymskiej (3 metry na 3 metry). Jego rywalem został były zawodnik UFC, Makhmud Muradov. Pięściarskie starcie zakończyło się jednogłośnym zwycięstwem Uzbeka.
Podczas wydarzenia Fame 26: Gold, które odbyło się 12 lipca 2025 w warszawskim Studiu ATM, wziął udział w Golden Tournament w wadze ciężkiej. Formułą turnieju były zasady K-1 w rękawicach do MMA. Główną nagrodą dla zwycięzcy całego turnieju był milion złotych w sztabkach złota. Parke w ćwierćfinale turnieju zmierzył się z raperem Alberto. Po dwóch wyrównanych rundach i zaplanowanej dogrywce lekarz wycofał Parke’a z dalszej rywalizacji z powodu urazu oka, co skutkowało jego porażką i eliminacją z turnieju.

## Osiągnięcia

### Mieszane sztuki walki
- Cage Contender
  - 2011: Mistrz Cage Contender w wadze lekkiej
- Ultimate Fighting Championship
  - 2012: Zwycięzca The Ultimate Fighter: The Smashes w wadze lekkiej[2]
- Konfrontacja Sztuk Walki
  - 2019-2020: Tymczasowy mistrz KSW w wadze lekkiej[24]
  - Bonus za walkę wieczoru (dwa razy) vs. Borys Mańkowski i Marcin Wrzosek

### Boks
- Fame MMA
  - 2021: Mistrzowski "Pas Króla" federacji Fame MMA oraz jednokilogramowa sztabka złota[44]

## Lista zawodowych walk MMA
| Wynik     | Bilans     | Przeciwnik (bilans przed walką) | Rozstrzygnięcie                                                     | Runda | Czas | Rozgrywki                                  | Data       | Miejsce      | Uwagi |
| --------- | ---------- | ------------------------------- | ------------------------------------------------------------------- | ----- | ---- | ------------------------------------------ | ---------- | ------------ | --- |
| Wygrana   | 32-7-1 (1) | Michał Pasternak (16-9)         | Decyzja (jednogłośna)                                               | 3     | 3:00 | Fame 20: The Celebration & The Tournament  | 10.02.2024 | Kraków       | Limit umowny -93 kg. |
| Wygrana   | 31-7-1 (1) | Junior Orgulho (16-10)          | Decyzja (jednogłośna)                                               | 3     | 5:00 | Hexagone MMA 7                             | 11.03.2023 | Poitiers     | Limit umowny -82 kg. |
| Wygrana   | 30-7-1 (1) | Grzegorz Szulakowski (9-4)      | Decyzja (jednogłośna)                                               | 3     | 5:00 | Prime 2: Kosmos                            | 09.07.2022 | Gdynia       | Limit umowny -80 kg. Main Event |
| Wygrana   | 29-7-1 (1) | Paweł Mikołajuw (4-4)           | TKO (niezdolność do kontynuowania walki - kontuzja ręki)            | 1     | 0:37 | Fame 13: Nitro vs. Unboxall                | 26.03.2022 | Gliwice      | Walka w kategorii open. Co-Main Event |
| Przegrana | 28-7-1 (1) | Mateusz Gamrot (15-0)           | TKO (niezdolność do kontynuowania walki - przerwanie przez lekarza) | 3     | 3:02 | KSW 53: Reborn                             | 11.07.2020 | Warszawa     | Parke nie wykonał wagi i walka nie toczyła się o mistrzostwo, oraz za niewykonanie limitu kategorii lekkiej tymczasowy tytuł został mu odebrany. Main Event                                                |
| Wygrana   | 28-6-1 (1) | Marcin Wrzosek (14-5)           | Decyzja (niejednogłośna)                                            | 5     | 5:00 | KSW 50: London                             | 14.09.2019 | Londyn       | Zdobył tymczasowe mistrzostwo KSW w wadze lekkiej.. |
| Wygrana   | 27-6-1 (1) | Artur Sowiński (19-10)          | Decyzja (jednogłośna)                                               | 3     | 5:00 | KSW 49: Soldić vs. Kaszubowski             | 18.05.2019 | Gdańsk/Sopot | Limit umowny -74 kg. |
| Wygrana   | 26-6-1 (1) | Borys Mańkowski (19-7-1)        | Decyzja (jednogłośna)                                               | 3     | 5:00 | KSW 47: The X-Warriors                     | 23.03.2019 | Łódź         | Walka w wadze półśredniej. |
| Wygrana   | 25-6-1 (1) | Myles Price (10-6)              | Decyzja (jednogłośna)                                               | 3     | 5:00 | Brave CF 13: European Evolution            | 09.06.2018 | Belfast      | Co-Main Event |
| Wygrana   | 24-6-1 (1) | Łukasz Chlewicki (14-7-1)       | Decyzja (jednogłośna)                                               | 3     | 5:00 | KSW 43: Soldić vs. du Plessis              | 14.04.2018 | Wrocław      | |
| Nieodbyta | 23-6-1 (1) | Mateusz Gamrot (13-0)           | No contest (przypadkowe faule w oczy)                               | 2     | 4:15 | KSW 40: Dublin                             | 22.10.2017 | Dublin       | Parke nie wykonał limitu wagi lekkiej, przez co walka nie toczyła się o pas. Pojedynek został przerwany po kolejnym faulu Gamrota (palce w oczy Parke'a), który został uznany przez sędziego za nieumyślny |
| Przegrana | 23-6-1     | Mateusz Gamrot (12-0)           | Decyzja (jednogłośna)                                               | 3     | 5:00 | KSW 39: Colosseum                          | 27.05.2017 | Warszawa     | Debiut w KSW. Pojedynek o mistrzostwo KSW w wadze lekkiej. |
| Wygrana   | 23-5-1     | Paul Redmond (11-5)             | Decyzja (większościowa)                                             | 3     | 5:00 | BAMMA 28                                   | 24.02.2017 | Belfast      | Walka o pas mistrzowski BAMMA w wadze lekkiej. Parke nie wykonał limitu wagi lekkiej, przez co nie zdobył tytułu mistrzowskiego.                                                                           |
| Wygrana   | 22-5-1     | Andrew Fisher (14-7-1)          | Decyzja (jednogłośna)                                               | 3     | 5:00 | ACB 47: Braveheart – Young Eagles 14       | 01.10.2016 | Glasgow      | |
| Przegrana | 21-5-1     | Rustam Chabiłow (17-3)          | Decyzja (jednogłośna)                                               | 3     | 5:00 | UFC Fight Night: Silva vs. Bisping         | 27.02.2016 | Londyn       | |
| Wygrana   | 21-4-1     | Reza Madadi (13-3)              | Decyzja (jednogłośna)                                               | 3     | 5:00 | UFC Fight Night: Holohan vs. Smolka        | 24.10.2015 | Dublin       | |
| Przegrana | 20-4-1     | Francisco Trinaldo (16-4)       | Decyzja (niejednogłośna)                                            | 3     | 5:00 | UFC Fight Night: Condit vs. Alves          | 30.05.2015 | Goiânia      | |
| Przegrana | 20-3-1     | Gleison Tibau (31-10)           | Decyzja (niejednogłośna)                                            | 3     | 5:00 | UFC Fight Night: McGregor vs. Siver        | 18.01.2015 | Boston       | |
| Wygrana   | 20-2-1     | Naoyuki Kotani (33-10-7)        | TKO (ciosy pięściami)                                               | 2     | 3:41 | UFC Fight Night: McGregor vs. Brandao      | 19.07.2014 | Dublin       | |
| Remis     | 19-2-1     | Leonardo Santos (12-3)          | Remis (większościowy)                                               | 3     | 5:00 | UFC Fight Night: Shogun vs. Henderson 2    | 23.03.2014 | Natal        | |
| Wygrana   | 19-2       | Jon Tuck (7-0)                  | Decyzja (jednogłośna)                                               | 3     | 5:00 | UFC Fight Night: Machida vs. Muñoz         | 26.10.2013 | Manchester   | |
| Wygrana   | 18-2       | Kazuki Tokudome (12-3-1)        | Decyzja (jednogłośna)                                               | 3     | 5:00 | UFC 162                                    | 06.07.2013 | Las Vegas    | |
| Wygrana   | 17-2       | Colin Fletcher (8-1)            | Decyzja (jednogłośna)                                               | 3     | 5:00 | UFC on FX 6: Sotiropoulos vs. Pearson      | 15.12.2012 | Gold Coast   | Debiut w UFC. Zwyciężył The Ultimate Fighter: The Smashes w wadze lekkiej. |
| Wygrana   | 16-2       | Stephen Coll (4-1)              | TKO (ciosy pięściami)                                               | 3     | 2:44 | Immortal Fight Championship 6              | 12.05.2012 | Donegal      | |
| Wygrana   | 15-2       | Marcos Nardini (2-1)            | Decyzja (jednogłośna)                                               | 3     | 5:00 | Cage Contender 11: Robinson vs. Wain       | 08.10.2011 | Belfast      | Zdobył mistrzostwo Cage Contender w wadze lekkiej. |
| Wygrana   | 14-2       | Dominic McConnell (7-6)         | Poddanie (duszenie trójkątne rękoma)                                | 3     | 1:23 | Immortal Fighting Championship 3           | 08.10.2011 | Tyrone       | |
| Wygrana   | 13-2       | Stuart Davies (6-6)             | TKO (ciosy pięściami)                                               | 2     | 2:34 | Cage Contender 6: Nelson vs. Mitchell      | 28.08.2011 | Manchester   | |
| Wygrana   | 12-2       | Tom Maguire (5-3)               | Poddanie (duszenie gilotynowe)                                      | 2     | 0:42 | Cage Contender 5: McVeigh vs. Sitenkov     | 24.07.2011 | Dublin       | |
| Wygrana   | 11-2       | Ian Jones (8-8)                 | Poddanie (duszenie gilotynowe)                                      | 1     | 4:18 | Fight-Stars 2                              | 28.03.2011 | Leeds        | |
| Przegrana | 10-2       | Joseph Duffy (5-0)              | Poddanie (duszenie zza pleców)                                      | 1     | 3:06 | Spartan Fight Challenge                    | 20.03.2010 | Newport      | |
| Wygrana   | 10-1       | Myles Price (4-0)               | Poddanie (duszenie gilotynowe)                                      | 1     | 3:27 | Cage Contender 3: Featherweight Tournament | 05.02.2010 | Antrim       | |
| Wygrana   | 9-1        | Ben Davis (3-0)                 | Poddanie (duszenie zza pleców)                                      | 1     | 3:10 | TW 5: Night of Champions                   | 03.10.2009 | Connacht     | |
| Wygrana   | 8-1        | Ali MacLean (3-2)               | Poddanie (duszenie zza pleców)                                      | 2     | 4:05 | Immortal Fighting Championship 1           | 19.09.2009 | Tyrone       | |
| Wygrana   | 7-1        | Mick Bowman (3-1)               | Poddanie (duszenie zza pleców)                                      | 1     | 2:06 | OMMAC 1: Assassins                         | 08.08.2009 | Liverpool    | |
| Wygrana   | 6-1        | Mark Mills (2-4)                | TKO (ciosy pięściami)                                               | 3     | 3:40 | Strike and Submit 11                       | 05.07.2009 | Gateshead    | |
| Wygrana   | 5-1        | Paul Jenkins (41-44-8)          | Poddanie (duszenie zza pleców)                                      | 1     | 2:41 | HOP 11: Taking Over                        | 30.05.2009 | Newport      | |
| Wygrana   | 4-1        | Dominic McConnell (3-3)         | Poddanie (dźwignia prosta na staw łokciowy)                         | 1     | 1:10 | Chaos FC 4                                 | 25.04.2009 | Londonderry  | |
| Wygrana   | 3-1        | Barry Oglesby (0-1)             | Poddanie (klucz na stopę)                                           | 1     | 3:30 | TW 4: The Next Generation                  | 28.03.2009 | Connacht     | |
| Wygrana   | 2-1        | Ali McLean (3-1)                | Poddanie (duszenie zza pleców)                                      | 2     | 4:50 | Ultimate Fighting Revolution 14            | 21.08.2008 | Belfast      | |
| Wygrana   | 1-1        | Brian Kerr (1-1)                | Poddanie (dźwignia prosta na staw łokciowy)                         | 1     | 2:10 | Ultimate Fighting Revolution 13            | 18.05.2008 | Belfast      | |
| Przegrana | 0-1        | Greg Loughran (6-7)             | Poddanie (duszenie zza pleców)                                      | 1     | 1:43 | Ultimate Fighting Revolution 5             | 12.03.2006 | Toomebridge  | |

## Lista walk w boksie
| Wynik     | Bilans | Przeciwnik (bilans przed walką) | Rozstrzygnięcie         | Runda | Czas  | Rozgrywki                                          | Data       | Miejsce | Uwagi |
| --------- | ------ | ------------------------------- | ----------------------- | ----- | ----- | -------------------------------------------------- | ---------- | ------- | --- |
| Przegrana | 2-2    | Makhmud Muradov (0-0)           | Decyzja (jednogłośna)   | 3/3   | 3:00  | Fame 23: Ferrari & Stary Ferrariego vs. Kwieciński | 07.12.2024 | Łódź    | Walka w rękawicach do MMA. Walka w klatce rzymskiej.                                                              |
| Przegrana | 2-1    | Borys Mańkowski (0-0)           | Decyzja (jednogłośna)   | 1/1   | 15:00 | Fame 11: Fight Club                                | 02.10.2021 | Gliwice | Walka w rękawicach do MMA z 15 minutową rundą. Walka w oktagonie. Limit umowny -80 kg. Main Event                 |
| Wygrana   | 2-0    | Maciej Jewtuszko (0-0)          | Decyzja (większościowa) | 3/3   | 3:00  | EFM Show 2: Materla vs. Rimbon                     | 11.09.2021 | Sofia   | Walka w oktagonie. Limit umowny -80 kg.                                                                           |
| Wygrana   | 1-0    | Kasjusz Życiński (1-0)          | Decyzja (jednogłośna)   | 5/5   | 3:00  | Fame 10: Don Kasjo vs. Parke                       | 15.05.2021 | Łódź    | Zdobył pas Króla federacji Fame MMA oraz 1 kg sztabkę złota. Walka w oktagonie. Limit umowny -83,9 kg. Main Event |

## Lista walk w kick-boxingu
| Wynik     | Bilans | Przeciwnik (bilans przed walką) | Rozstrzygnięcie                          | Runda | Czas | Rozgrywki     | Data       | Miejsce  | Uwagi                                                         |
| --------- | ------ | ------------------------------- | ---------------------------------------- | ----- | ---- | ------------- | ---------- | -------- | ------------------------------------------------------------- |
| Przegrana | 0-1    | Alberto Simao (0-2)             | TKO (niezdolność do kontynuowania walki) | 2     | 3:00 | Fame 26: Gold | 12.07.2025 | Warszawa | K-1 w rękawicach MMA. Ćwierćfinał turnieju Golden Tournament. |

## Lista walk z zasadami niestandardowymi
| Wynik   | Bilans | Przeciwnik     | Rozstrzygnięcie                  | Runda | Czas | Rozgrywki                  | Data       | Miejsce  | Uwagi |
| ------- | ------ | -------------- | -------------------------------- | ----- | ---- | -------------------------- | ---------- | -------- | --- |
| Wygrana | 3-0    | Paweł Tyburski | Decyzja (jednogłośna)            | 3     | 3:00 | Fame 22: Ultimate          | 31.08.2024 | Warszawa | Niestandardowe zasady: 1. runda boks, 2. runda K-1, 3. runda MMA.                                         |
| Wygrana | 2-0    | Maciej Sulęcki | Decyzja (niejednogłośna)         | 5     | 3:00 | Fame: Reborn               | 09.12.2023 | Łódź     | Niestandardowe zasady: 5 mieszanych rund pomiędzy boksem oraz kickboxingiem (K-1). Limit umowny -80 kg.   |
| Wygrana | 1-0    | Piotr Szeliga  | TKO (ciosy pięściami w parterze) | 2     | 2:13 | Fame 14: Gimper vs. Tromba | 14.05.2022 | Kraków   | Niestandardowe zasady: 1. runda boks, 2-3. MMA. Walka w klatce rzymskiej. Waga open (bez limitu wagowego) |